# جميل النمري
جميل ثلجي فريح النمري (16 ديسمبر 1952 -) سياسي وبرلماني أردني والامين العام للحزب الديمقراطي الإجتماعي الأردني (سابقا)، ولد في مدينة عمّان. درس بكالوريوس في صيدلة من جامعة بولونيا - إيطاليا 1981

## المناصب
- عضو مجلس الأعيان الأردني 2021– للان
- عضو مجلس النواب الأردني في الأردن 2010-2016 [1]

## العضوية واللجان
- عضو اللجنة الملكية لتحديث المنظومة السياسية 2021 [2]
- رئيس لجنة التوجيه الوطني في مجلس النواب 2011
- رئيس كتلة التجمع النيابي الديمقراطي 2011

## الاعلام وكتاباته
- مؤلف كتاب عن الإصلاح السياسي والانتخابات (الانتخابات والإصلاح السياسي في الأردن، الدليل لقانون انتخابات بديل)
- رئيس تحرير جريدة الأهالي الأسبوعية 1993- 1990
- كاتب عمود في الدستور (جريدة أردنية) اليومية
- كاتب عمود يومي وتحليلات سياسية – العرب اليوم (جريدة) 1995-2005
- كاتب عمود في صحف أسبوعية وفي الرأي (صحيفة أردنية) اليومية
- كاتب عمود يومي على الصفحة الأخيرة من صحيفة الغد (صحيفة) 2005- 2010– 2020
- أدار العديد من البرامج والمبادرات حول التنمية السياسية والإصلاح والحكم المحلي والإنتخابات
- معد ومقدم برامج سياسية حوارية تلفزيونية (أجندة، مثلث الحوار، بلا قيود) على شاشة التلفزيون الأردني 1996-2007
- قدم العديد من أوراق العمل والأبحاث في الشؤون السياسية وقضايا الإصلاح والانتخابات والأحزاب والديمقراطية والإعلام. كما قدم العديد من المقترحات بشأن الانتخابات البرلمانية والبلدية ومشارك بارز في مؤتمرات وورشات عمل محلية وخارجية.

## عضوية الادارات
- عضو مجلس إدارة مؤسسة الإذاعة والتلفزيون 2009
- عضو المجلس الأعلى للإعلام في الأردن، 2003-2007
- عضو الهيئة الملكية الاستشارية «كلنا الأردن» 2006-2007
- عضو لجنة النقابات ومنظمات المجتمع المدني – الأردن اولا 2003
- رئيس الهيئة الأردنية للثقافة الديمقراطية 2003– 2010
- عضو مؤسس وناطق باسم حزب اليسار الديمقراطي سابقا
- عضو مجلس نقابة الصيادلة والهيئة المشرفة على مجمع النقابات المهنية 1988-1990

## الخبرات العملية
مؤلف كتاب (الانتخابات والإصلاح السياسي في الأردن، الدليل لنظام انتخابي بديل) 2010. والعديد من أوراق العمل والأبحاث في الشؤون السياسية وقضايا الإصلاح والانتخابات والأحزاب وديمقراطية والإعلام. كما قدم العديد من المقترحات بشأن الانتخابات البرلمانية والبلدية ومشارك بارز في مؤتمرات وورشات عمل محلية وخارجية.